# Luciano - Via dei Cappellari
Luciano - Via dei Cappellari est un court métrage documentaire italien réalisé par Gian Vittorio Baldi, réalisé en 1960.

## Synopsis
Un coup d’œil à Via dei Cappellari, une rue de Rome habitée par une population pauvre ou - au mieux - modeste. Tout en suivant prioritairement l'un de ses jeunes habitants, Luciano, gamin joyeux mais déjà petit voleur, nous découvrons les activités et commerces de l'artère ainsi qu'un un échantillon des figures de la rue, une prostituée, le patron du bar, deux durs et un employé. Un petit monde plein de vie, sur lequel Gian Vittorio Baldi porte un regard attentif et sans jugement.

## Fiche technique
- Titre : Luciano - Via dei Cappellari
- Réalisation : Gian Vittorio Baldi
- Scénario : Gian Vittorio Baldi, Ottavio Jemma (en)
- Maison de production : S.E.D.I.
- Directeur de la photographie : Claudio Racca
- Distribution (2010) : Centro Sperimentale de Cinematografia (CSC)-Cineteca Nazionale
- Montage : Domenico Gorgolini
- Format : Noir et blanc - Mono - 35 mm (positif & négatif) - 1,37
- Genre : Documentaire
- Durée : 12 minutes (312 mètres)
- Date de sortie : décembre 1960 (Journées Internationales du Court Métrage de Tours); interdit par la censure italienne le 2-1-1961 pour atteinte à la morale ; sortie nouvelle à la Cinémathèque de Bologne : 22-12-2010

## Distribution (dans leur propre rôle)
- Luciano Morelli : Luciano - un gamin de Via dei Cappellari
- Maria, une prostituée
- Er Bagnotta, un patron de café
- Angelo Di Pietro, un employé
- Er Cagnara, un dur
- Zizzi, un dur

## Palmarès
- Prix spécial des Journées Internationales du court métrage de Tours 1960.

## Lieu de tournage
- Via dei Cappellari, Rome